# داروينية كبيرة الأزهار
داروينية كبيرة الأزهار (الاسم العلمي:Darwinia grandiflora) هي نوع من النباتات تتبع جنس الداروينية من فصيلة الآسية. تم وصف هذا النوع من النبات علمياً لأول مرة من قبل جورج بنتام وريتشارد توماس بيكر وهنري جورج سميث سنة 1917.